# Abraham Salm
Abraham Salm (Amsterdam, 26 maart 1857 - aldaar, 13 juni 1915) was een Nederlandse architect. Net als zijn vader G.B. Salm was hij gespecialiseerd in de utiliteitsbouw. 

## Biografie
Na de Hogere Burgerschool te hebben afgerond was Salm korte tijd assistent van zijn vader. In juni 1877 vertrok hij naar Zwolle om in de leer te gaan bij de architect J.G.J. van Roosmalen. Al in april 1878 vertrok hij naar Parijs, waar hij ging werken bij Émile Vaudremer. Toen zijn vader hem dat jaar kwam opzoeken, bezochten ze samen de wereldtentoonstelling in die stad.
In december 1880 keerde Salm terug naar Nederland en vestigde zich in Amsterdam. Tot ongeveer 1894 werkte hij voornamelijk samen met zijn vader, daarna had hij een eigen praktijk. In zijn latere leven nam Salm een prominente plaats in binnen de Maatschappij tot Bevordering der Bouwkunst, waarvan hij van 1898 tot 1912 voorzitter was.
Salm was Officier in de Orde van Oranje Nassau en Ridder in de Orde van St. Anna van Rusland. Hij ligt begraven op de Nieuwe Oosterbegraafplaats in Amsterdam.
Zijn halfbroer Hendrik Salm was in Suriname directeur en parlementslid.

## Werken (selectie)
- 1877-1878: Vuurtoren (prijsvraagontwerp, niet uitgevoerd)
- 1879-1880: Artis-aquarium, Amsterdam (met vader G.B. Salm)
- 1890: Tivoli Schouwburg, Rotterdam
- 1881-1883: Concertzaal en synagoge, Rapenburgerstraat 109, Amsterdam
- 1883: Remise Amstelveenseweg, Amsterdam
- 1886: Kweekschool voor Machinisten, Plantage Muidergracht 14, Amsterdam
- 1886-1887: Weesperzijde nummers 14-28, vijf woonhuizen, Amsterdam
- 1888: Keizersgrachtkerk, Amsterdam (met vader G.B. Salm)
- 1888-1890: Herengracht 380-382, Amsterdam (NIOD)
- 1890-1892: Villa Stollenberg, Beek-Ubbergen (alleen het privé-tramhuis van de villa bestaat nog)
- ca. 1892: crematorium, Hilversum (niet uitgevoerd)
- 1893: Remise Linnaeusstraat, Amsterdam
- 1893 Oude Boteringestraat 17, Groningen
- 1894-1894: Villa Heresingel 13, Groningen
- 1897-1901: Villa Casparus, Weesp
- 1897-1897: Villa "Ma Retraite" (Utrechtseweg 67), Zeist
- 1902-1904: Oosterparkkerk, Amsterdam
- 1912-1913: Bijbank van De Nederlandsche Bank, Mariënburg 67, Nijmegen

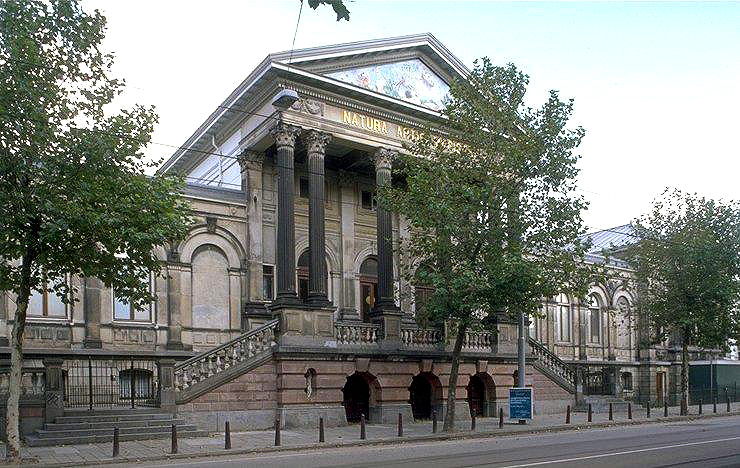
Artis-aquarium, Amsterdam
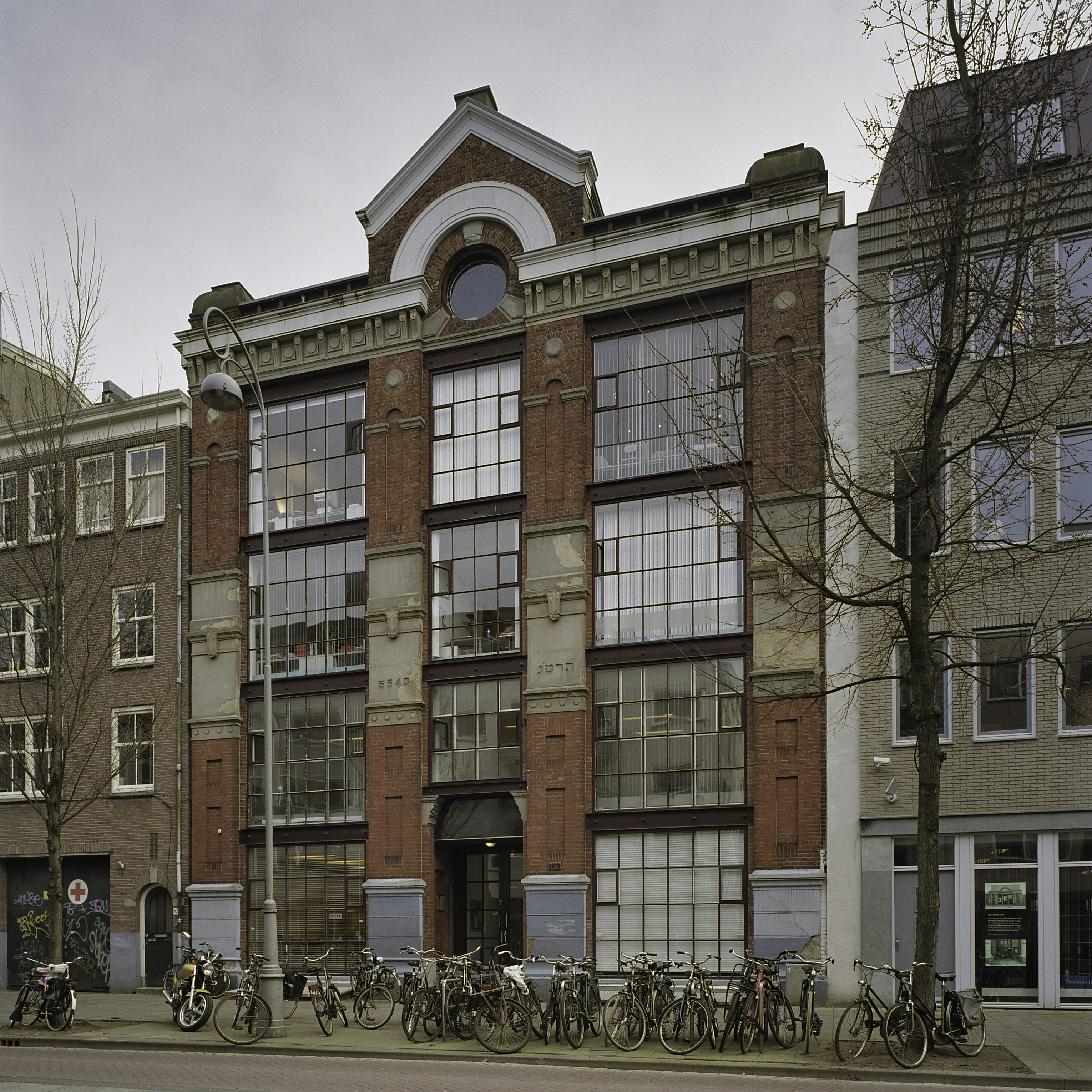
Concertzaal en synagoge, Rapenburgerstraat 109, Amsterdam
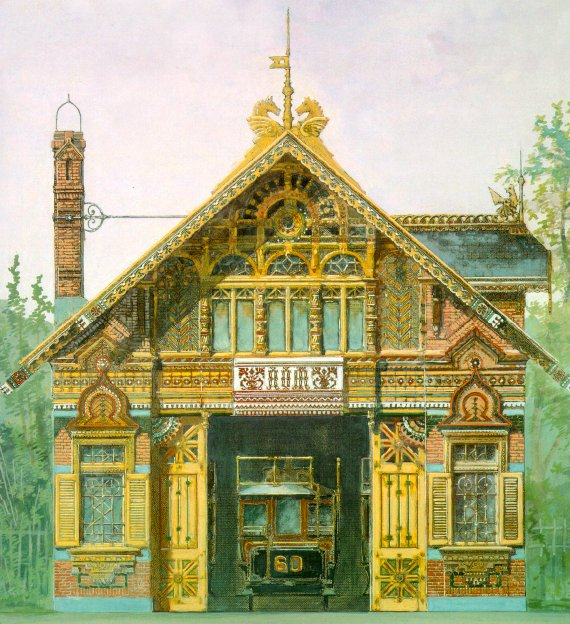
Paardentramremise Amstelveenseweg 134, Amsterdam (1883/84). Thans in gebruik als Onafhankelijk Cultureel Centrum In It.
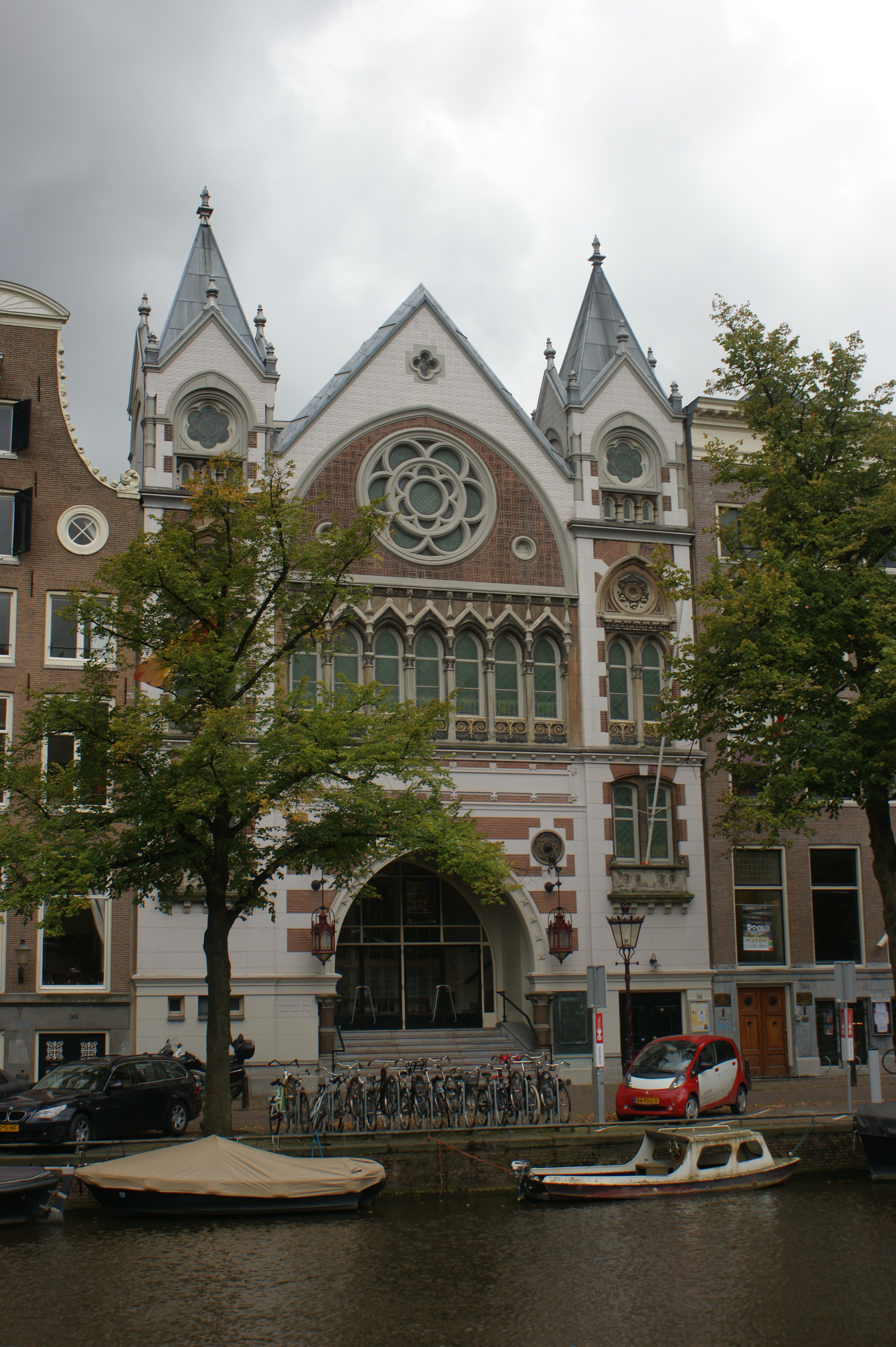
Keizersgrachtkerk, Amsterdam
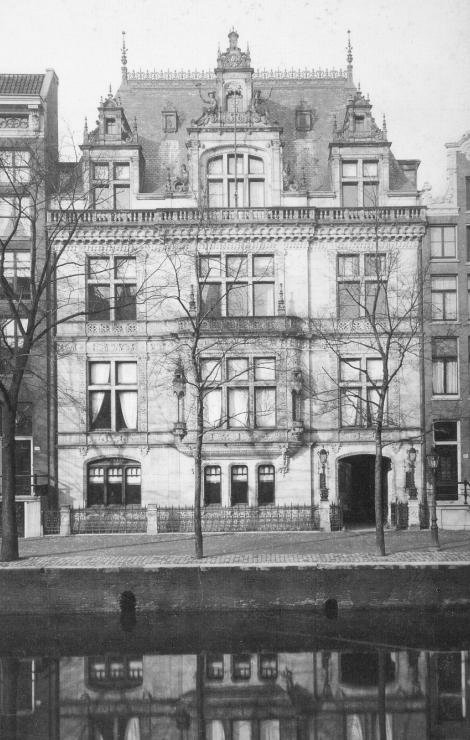
Herengracht 380-382, Amsterdam (historische foto)
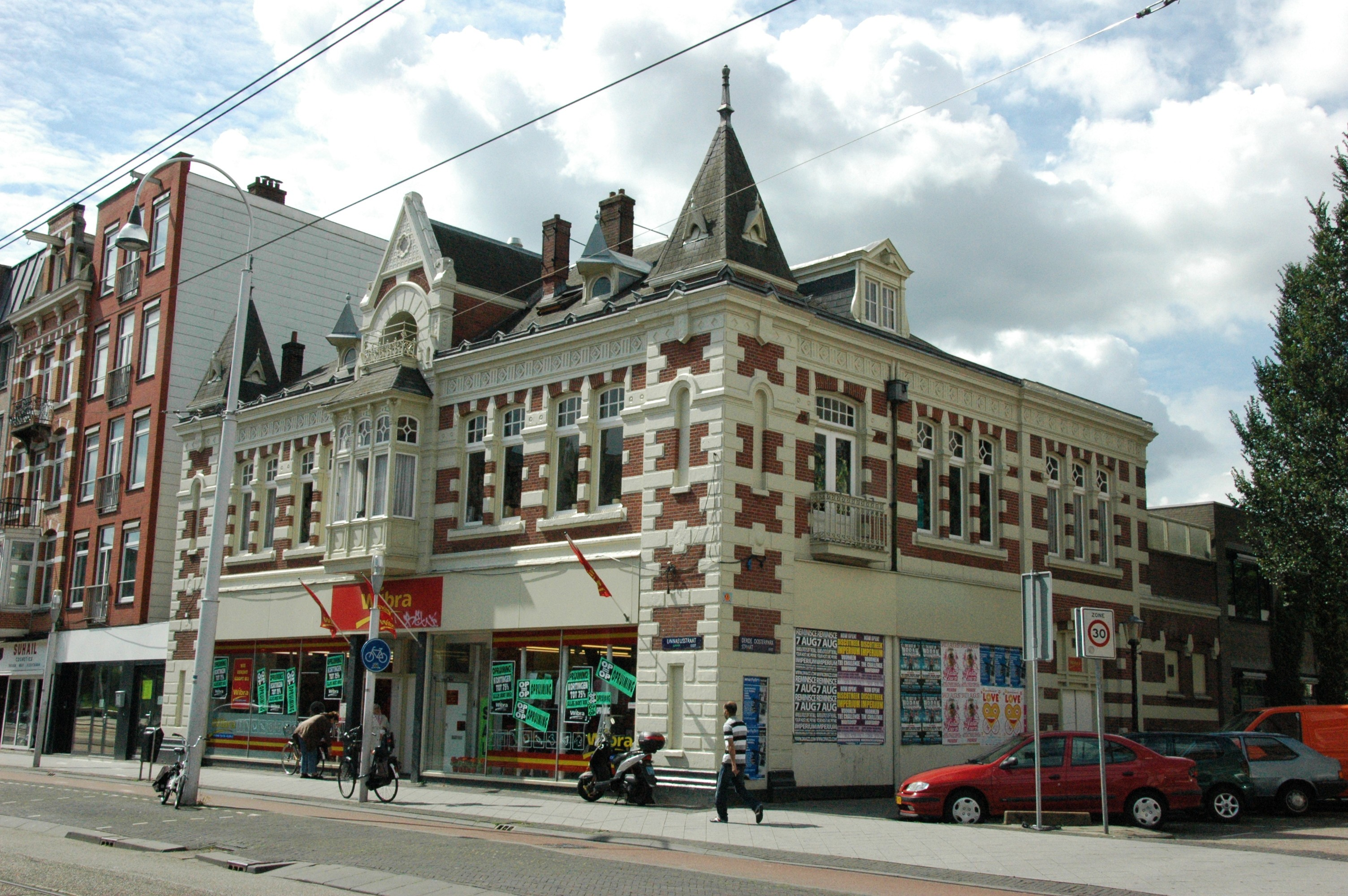
Paardentramremise Linnaeusstraat, Amsterdam
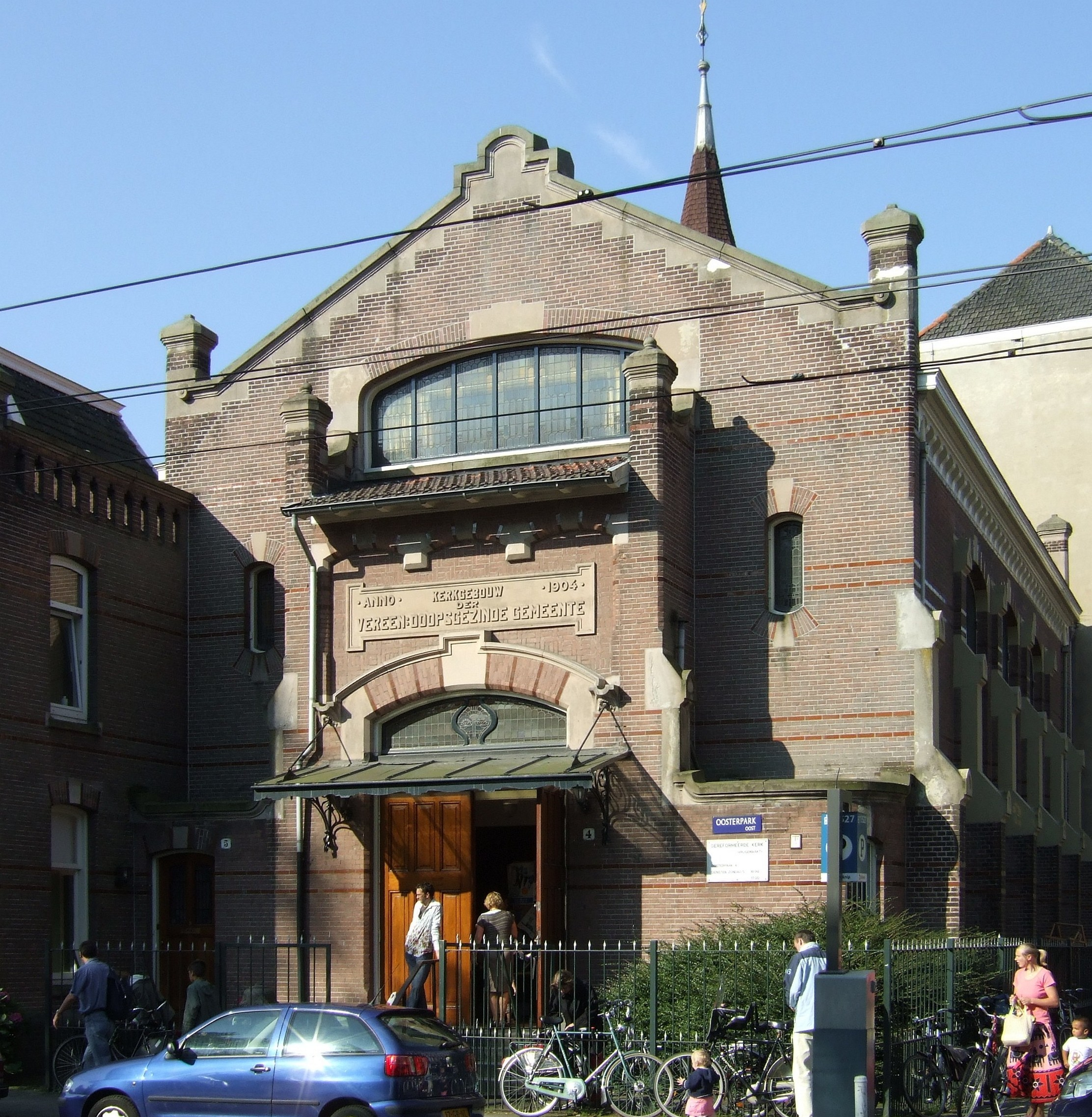
Oosterparkkerk, Amsterdam
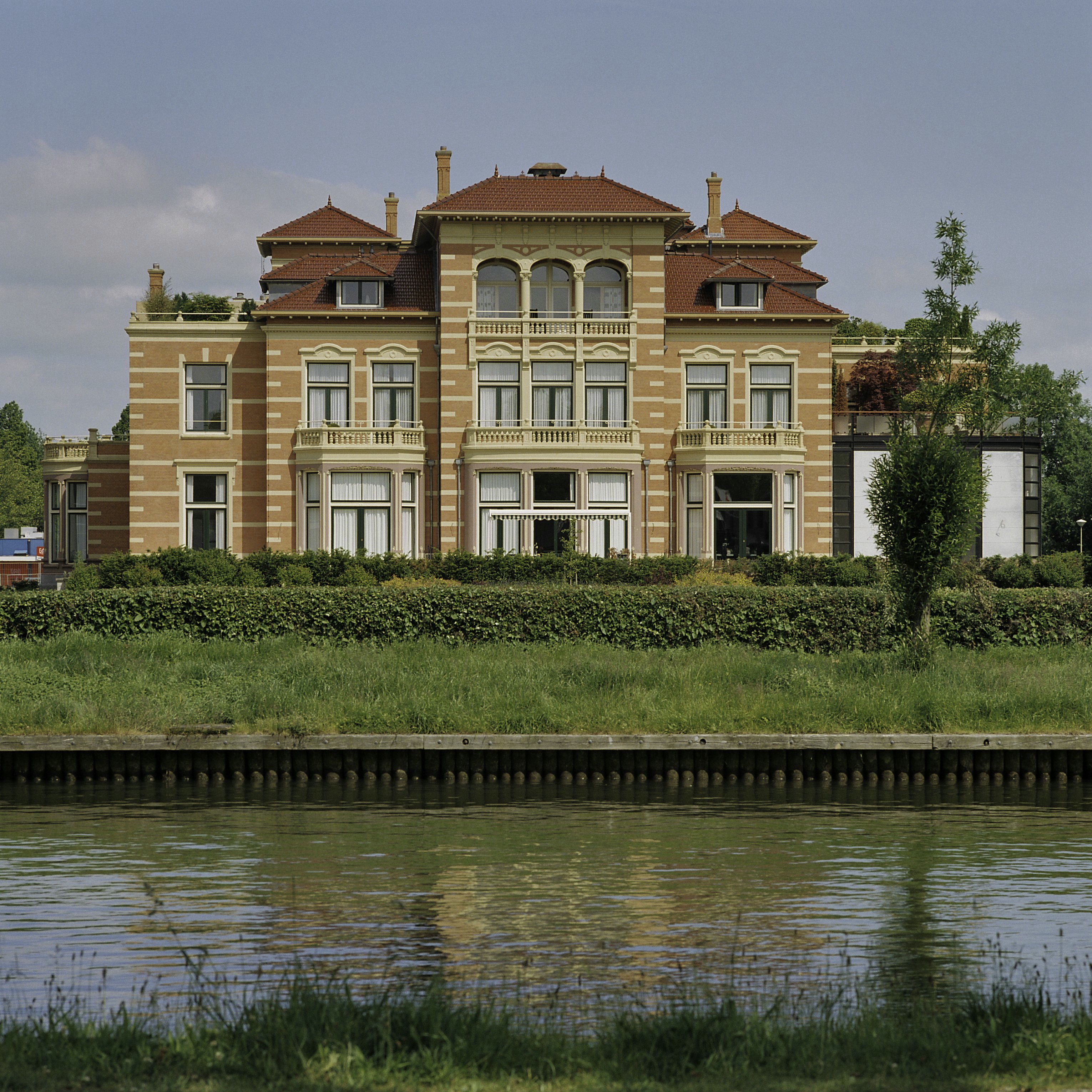
Villa Casparus, Weesp